# Српско
Српско (чеш. Srbsko) је насељено место са административним статусом сеоске општине (чеш. obec) у округу Бероун, у Средњочешком крају, Чешка Република.

## Географија
Налази се 5 км источно од града Бероуна и 26 км југозападно од Прага у средишњој Бохемији. Назив села на чешком језику значи Србија и највероватније је означавао раније место, где су живели Лужички Срби. 
Село је смештено у долини реке Бероунка. Има добру везу са најближим градовима, захваљујући главној железничкој прузи Праг–Плзењ и близини аутопута Д5. Око села се налази чувени Чешки Крас, који је чести циљ посета многих Пражана због уникатне природе.

## Историја
Једно објашњење за назив места је да су се у тој долини населили (лужичко) српски пратиоци принцезе Људмиле из 9. века. Један наш новински чланак из 1930-тих замишља везу са људима цара Душана који су се ту нашли.
Село се први пут помиње 1428. године. Године 1863. је пуштена у промет железничка пруга из Прага, која је добила за Српску једну станицу (на почетку 20 века). На крају 30-их село је добило електричну струју, а године 1960. мост преко реке Бероунке. За индустријски развој је битан рудник цемента, који је радио све од 20-их прошлог века.
Близу села се налази линија чехословачких фортификација позната као Прашка линија. Била је саграђена касних 30-их као последња могућа линија отпора на путу за Праг.

## Становништво
Према подацима о броју становника из 2014. године насеље је имало 521 становника.